# In a Moment like This
In a Moment like This è un singolo del duo danese Chanée & N'evergreen, pubblicato il 5 febbraio 2010.
Ha vinto il Dansk Melodi Grand Prix 2010, rappresentando la Danimarca all'Eurovision Song Contest 2010 e classificandosi al 4º posto nella finale dell'evento con 149 punti.

## Tracce
Testi e musiche di Thomas G:son, Henrik Sethsson ed Erik Bernholm.
1. In a Moment like This – 3:00
2. In a Moment like This (versione strumentale) – 3:00

## Classifiche
| Classifica (2010) | Posizione massima |
| ----------------- | ----------------- |
| Danimarca         | 2                 |
| Norvegia          | 5                 |
| Svezia            | 21                |
| Svizzera          | 12                |